# Scalable Link Interface

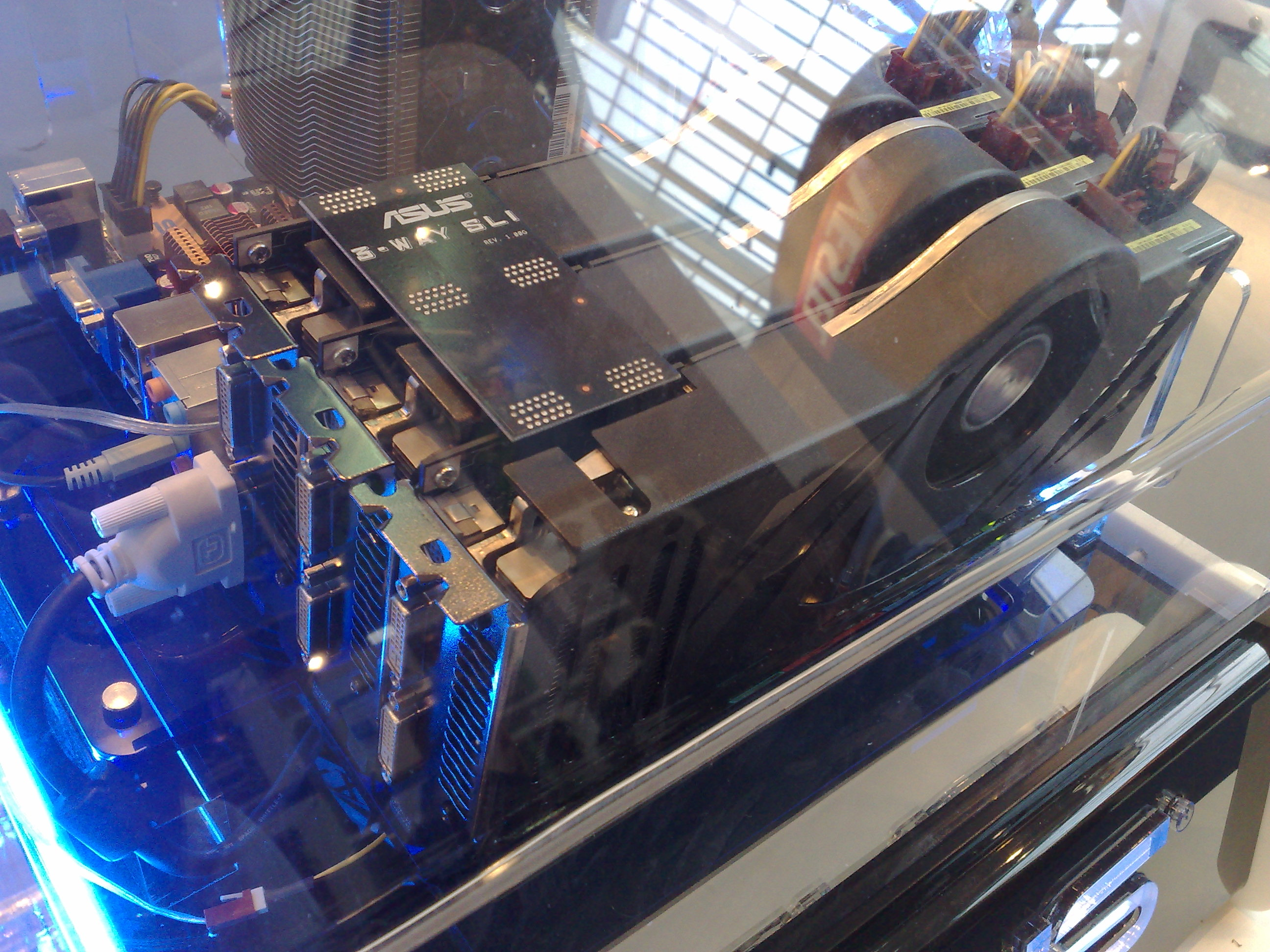
3-way-SLI

Scalable Link Interface (SLI), o interfaz de enlace escalable, es un método para conectar dos o más tarjetas gráficas para combinar su rendimiento. Es un algoritmo de procesamiento paralelo para gráficos por computadora, que incrementa el poder de procesamiento disponible para gráficos. Una versión inicial de esta tecnología llamada Scan Line Interleave fue lanzada en 1998 por 3dfx y usada en los aceleradores gráficos Voodoo 2. Nvidia reintrodujo la tecnología en el 2004 para usarla en las nuevas computadoras que utilizan PCI Express.
Utilizando SLI es posible aumentar el poder de procesamiento gráfico de una computadora al agregar una segunda tarjeta idéntica a la primera. Se pueden utilizar dos tarjetas desde el inicio o tener una que soporte SLI y agregar la segunda cuando se necesite más poder de procesamiento. Aun así hay ocasiones en las que el procedimiento es más caro que comprar una tarjeta de vídeo nueva.
Scan Line Interleave fue el primer intento de combinar el poder de procesamiento de dos tarjetas de video, éstas se conectaban mediante un pequeño cable que permitía compartir información de sincronía. Feature connector era una tecnología para sistemas VGA y SVGA que permitía que una tarjeta de expansión accediera directamente a la memoria principal de la tarjeta de vídeo (sin utilizar el bus del sistema).
La implementación de NVIDIA requiere al menos una placa base con dos puertos PCIe x16. Las dos tarjetas se interconectan por un pequeño conector de circuito impreso. El software distribuye la carga de dos formas posibles. La primera, conocida como Split Frame Rendering (SFR) analiza la imagen a desplegar en un cuadro y divide la carga equitativamente entre los dos GPUs. La segunda forma se llama Alternate Frame Rendering (AFR) y cada cuadro es procesado por un GPU de manera alternada, es decir, un cuadro es procesado por el primer GPU y el siguiente por el segundo.
Cuando se despliega un cuadro la imagen se manda a través de la conexión SLI hasta el GPU principal, que lo envía a la salida. Idealmente esto reduciría el tiempo de procesamiento a la mitad, sin embargo, el tiempo real es un poco mayor. En sus anuncios NVIDIA dice que el desempeño del sistema aumenta en un factor de 1.9 veces con esta configuración. Normalmente se usan tarjetas de vídeo idénticas.
ATI lanzó una tecnología similar llamada CrossFire.

## SLI de tres vías y SLI de cuatro vías
NVIDIA ha implementado dos tecnologías similares a SLI para usar más de dos tarjetas simultáneamente, SLI para tres y cuatro conexiones. Pueden aportar mejoras en el rendimiento gráfico de un sistema de hasta 2.8 veces sobre el rendimiento con una sola tarjeta en el caso en SLI de tres vías o tri-SLI (3-Way SLI en inglés), y 3.6 veces en el caso del SLI de cuatro vías o tetra-SLI (Quad SLI o 4-Way SLI en inglés).
El tri-SLI se presentó junto con el lanzamiento de la serie 8 de GeForce y sus 8800 GTX y Ultra, que en aquel entonces eran las únicas con soporte de esta tecnología, hoy en día está implementando en la mayoría de tarjetas gráficas desde la serie GeForce 6400 en adelante. Se trata de 3 tarjetas gráficas de un solo núcleo unificadas mediante un conector de 6 bocas (dos por tarjeta, a diferencia del SLI clásico que solo hacía uso de uno por tarjeta). 
Sin embargo, los requerimientos energéticos de esta configuración puede ser una gran desventaja. Por ejemplo, en las tarjetas 9800 GTX, se requieren dos conectores periféricos adicionales aptos para proporcionar la energía consumida que el simple zócalo PCI Express no puede proporcionar, dando como resultado la necesidad de 6 conectores periféricos para el tri-SLI que solo fuentes de alimentación de más de 1000 W pueden proporcionar. En respuesta a este problema, NVIDIA lanzó en paralelo el sistema SLI Híbrido, que desactiva aleatoriamente las tarjetas que componen el SLI a fin de ahorrar en consumo, sin embargo esta tecnología se encuentra disponible solo para un limitado número de placas madre y tarjetas.